# Ikastolen Elkartea
Ikastolen Elkartea és una confederació d'ikastoles presents a tot el País Basc i d'un parell a l'exterior (Necochea i Boise).